# アイスリンゲン (バイエルン)
アイスリンゲン (ドイツ語: Aislingen) は、ドイツ連邦共和国バイエルン州シュヴァーベン行政管区のディリンゲン・アン・デア・ドナウ郡に属す市場町である。この町はホルツハイム行政共同体に加盟している。

## 地理
市場町アイスリンゲンは、ドナウ＝イラー台地の一部であるイラー＝レヒ台地からアイスリンガー・バッハ川が流れ出る位置にある。ラウインゲン (ドナウ)は、7 km の距離にある。
この町は4つのゲマインデタイル（村落、集落、開墾地などの小地区）からなる。
- アイスリンゲン
- バウムガルテン
- リーダー
- ヴィントハウゼン

これらのゲマインデタイルは、同時にゲマルクング（合併前の旧自治体にあたる地区）でもある。

## 歴史

### 自治体の成立まで
出土品は先史時代からの定住を証明している。
南の高台に、ローマ皇帝ティベリウスの治世に建設され、68年から69年頃に破壊されたローマ時代の城砦があった。1989年/1990年にその近くから基地集落の遺跡が発見された。集落の西境界沿いに、アウクスブルク/オーバーハウゼン - ギュンツブルクのローマ街道からハルデンヴァングで分岐してラウインゲンのファイミンゲン地区に至るローマ街道が約 3 km にわたって伸びていた。
ゼバスティアンベルクの二重城砦は、おそらく10世紀後半に建設された。列状墓地の出土は、アイスリンゲンがおそらくアレマン人起源であることを示している。最初の文献記録は、1063年に Eigislinga という表記でなされている。
アイスリンゲンは、この地にちなんでアイスリンゲン家と称する貴族領主家の本拠地であった。アイスリンゲン領はその後ブルガウ辺境伯領となり、さらに1291年から1489年まではヴェルデンベルク伯領となった。この町がいつ Markt（市場町）に昇格したかは明かでない。アイスリンゲンには、ヴェスターナハ家やエッゲンタール家も所領を有していた。1860年に解体された城館がこの地域の中心であった。ヴェルダーベルク家は、1489年にアイスリンゲンの所領をアウクスブルク司教領に売却した。アイスリンゲンにプフレークアムト（直訳: 守護役場）が設けられた。1803年の帝国代表者会議主要決議以降この町はバイエルン領となり、新たに創設されたディリンゲン郡に編入された。

### 町村合併
バイエルン州の地域再編に伴い、1978年5月1日にそれまで独立した町村であったバウムガルテンが合併した。

## 住民

### 人口推移
| 年         | 1961 | 1970 | 1987 | 1991 | 1995 | 2000 | 2005 | 2010 | 2015 | 2020 | 2022 |
| ---------- | ---- | ---- | ---- | ---- | ---- | ---- | ---- | ---- | ---- | ---- | ---- |
| 人口（人） | 1324 | 1323 | 1395 | 1348 | 1384 | 1374 | 1407 | 1352 | 1307 | 1322 | 1313 |

1988年から2018年までの間にこの町の人口は、1368人から1299人と、69人、約 5 % 減少した。

### 宗教
アイスリンゲンは、聖ゲオルクを守護聖人とする古い教会区の拠点であった。現在は、バウムガルテン、リーダーおよびヴィントハウゼン教会区に属している。現在の聖ゲオルク教区教会は15世紀後半にその中核部が建設された。バルタザール・スヴィターが1736年から1738年に内陣と長堂を改築した。

## 行政

### 議会
アイスリンゲンの町議会は、12議席の議員と町長で構成される。

### 首長
2008年からユルゲン・コプリーヴァ (UWG) が町長を務めている。彼は2020年3月15日の選挙で 56.7 % の支持票を獲得してさらに6年の任期を得た。

### 紋章
図柄: 赤地と銀地に左右二分割。向かって左は緑の山の上にドーム屋根と明かり採りの小塔を持つ銀の礼拝堂。向かって右は下部が3つに分かれ、金の縁飾りが施された、3つの金のリングが描かれた赤い旗。
解説: 紋章は、向かって右半分にこの街の象徴的建造物である聖ゼバスティアンに献堂されたアイスリンゲン礼拝堂が描かれている。その中心となる五角形の建物は1629年/30年に建設された。下部が3つに分かれた金の縁取りがされた旗は、ゴンファロン（またはゴンファノン）と呼ばれるもので、ヴェルデンベルク伯の紋章の意匠である。この伯家は1280年から1489年までアイスリンゲンの領主であった。この間、14世紀にアイスリンゲンは市場町に昇格した。この伯家は1489年にアイスリンゲンの所領をアウクスブルク司教領に売却し、19世紀までその状態にあった。赤と銀の配色は、アウクスブルク司教領の紋章を想起させる。

## 文化と見どころ

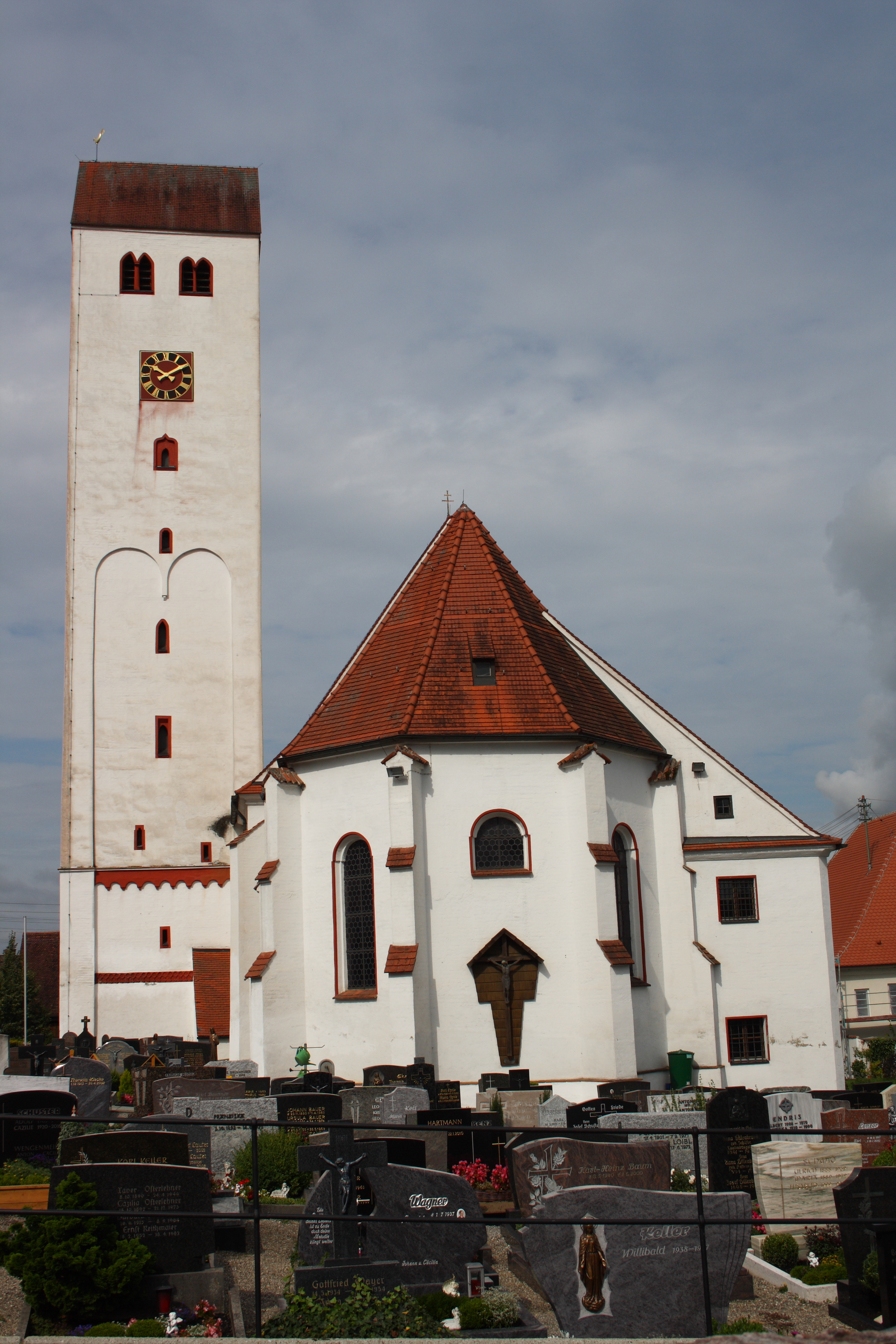
聖ゲオルク教会

### 建築
- アイスリンゲンのカトリック聖ゲオルク教区教会
- アイスリンゲンのカトリック聖マルガレータ支教会
- アイスリンゲンの聖ゼバスティアン礼拝堂
- バウムガルテンの聖レオンハルト支教会
- リーダーのカトリック聖イジドール礼拝堂

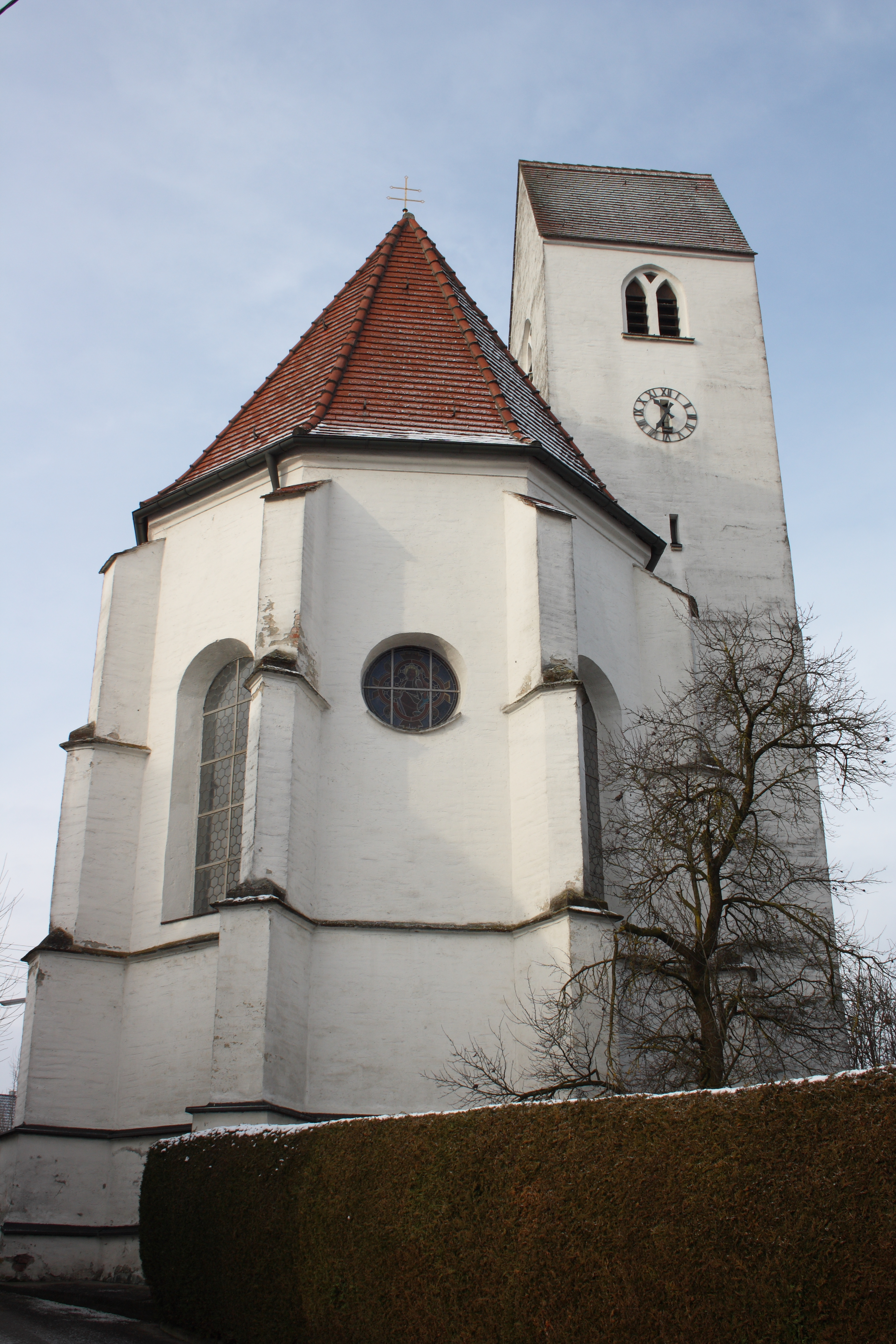
聖マルガレータ教会
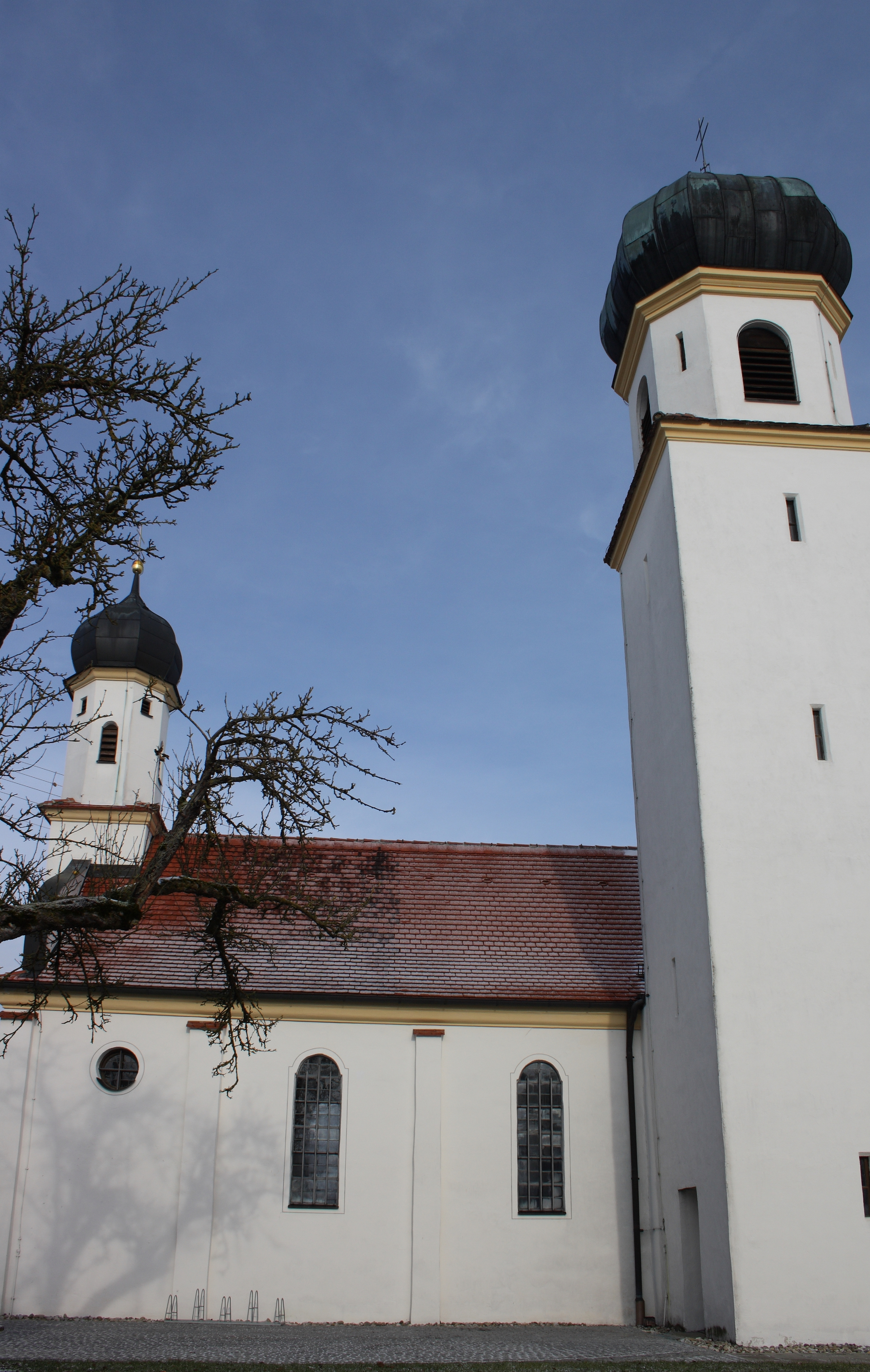
聖レオンハルト教会
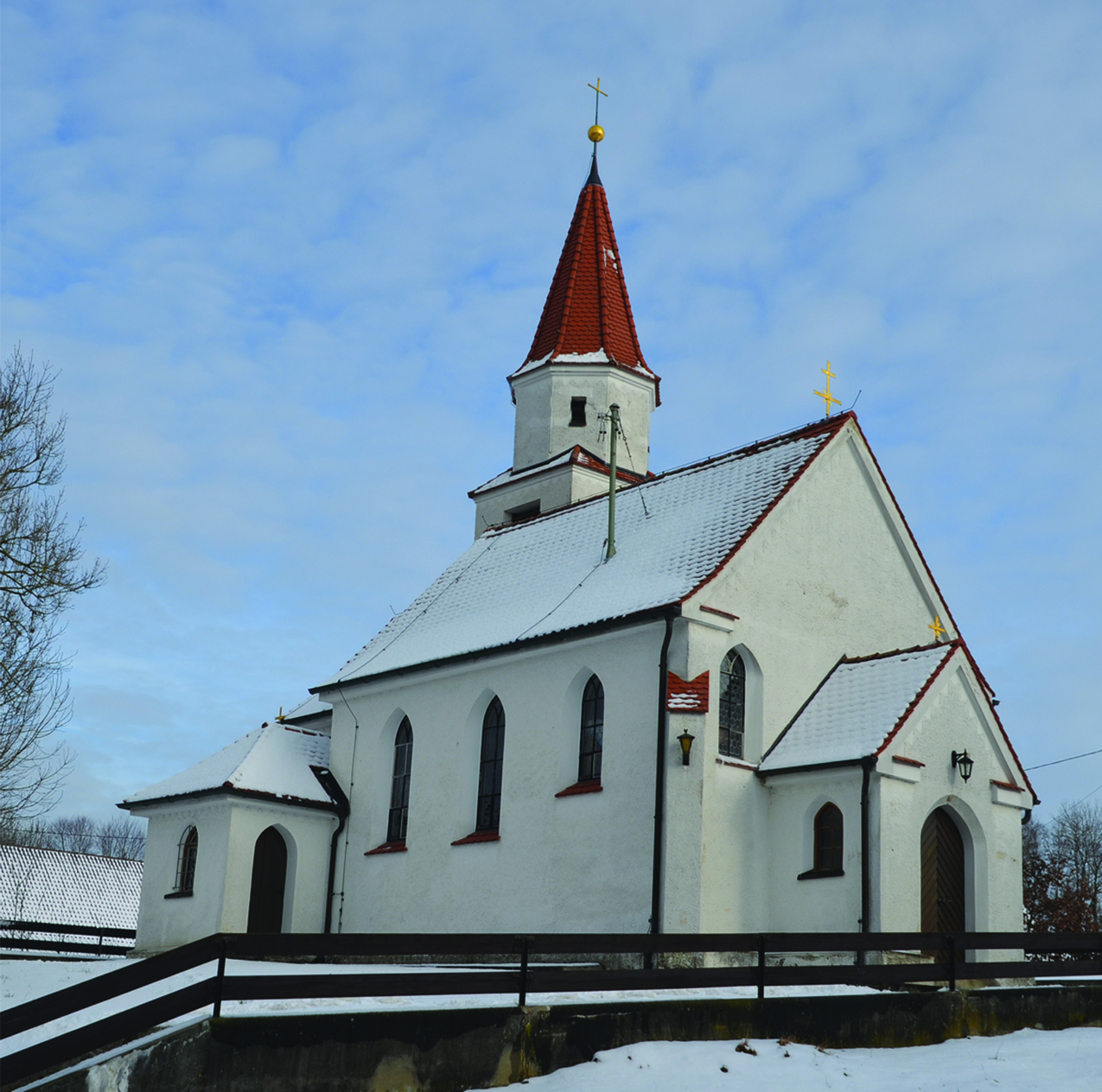
聖イジドール礼拝堂

## 経済と社会資本

### 経済
公式統計によれば、2022年現在、この町で働く社旗保険支払い義務のある労働者は、206人である。このうち166人が製造業に従事している。この町に住む社会保険支払い義務のある労働者は558人である。したがって、この町から町外へ通勤する人の数は、町外からこの町に通勤する人の数よりも352人多い。この町には41軒の農家があり、農業用地の総面積は 1,550 ha、そのうち 1,386 ha が農耕地、164 ha が牧草地などの緑地である。

### 地元企業
この町の主な企業は以下の通り。
- ケルナー機械製造
- オーバーランダー住宅製造
- マイヤースホーファー・ミューレ（製粉業）

### 教育
この町には定員50人の児童教育施設がある。

## 関連図書
- Georg Wörishofer; Alfred Sigg; Reinhard H. Seitz (2005). “Städte, Märkte und Gemeinden”. Der Landkreis Dillingen a. d. Donau in Geschichte und Gegenwart (3 ed.). Dillingen an der Donau: Landkreis Dillingen a. d. Donau. pp. 127–133